# FC Utrecht in het seizoen 2023/24 (vrouwen)
Het seizoen 2023/24 is het 8e jaar in het bestaan van de Utrechtse vrouwenvoetbalclub FC Utrecht. De club komt uit in de Eredivisie en neemt ook deel aan het toernooi om de KNVB beker.

## Selectie en technische staf

### Selectie
| Nr.             | Nat.               | Naam                   | Competitie  | Competitie  | Beker       | Beker       | Eredivisie Cup | Eredivisie Cup | Totaal      | Totaal      | Seizoen bij FC Utrecht | Vorige club         | Contract          |             |             |             |             |
| Nr.             | Nat.               | Naam                   | W           | Goal        | W           | Goal        | W              | Goal           | W           | Goal        | Seizoen bij FC Utrecht | Vorige club         | Contract          |             |             |             |             |
| Doelvrouwen     | Doelvrouwen        | Doelvrouwen            | Doelvrouwen | Doelvrouwen | Doelvrouwen | Doelvrouwen | Doelvrouwen    | Doelvrouwen    | Doelvrouwen | Doelvrouwen | Doelvrouwen            | Doelvrouwen         | Doelvrouwen       | Doelvrouwen | Doelvrouwen | Doelvrouwen | Doelvrouwen |
| --------------- | ------------------ | ---------------------- | ----------- | ----------- | ----------- | ----------- | -------------- | -------------- | ----------- | ----------- | ---------------------- | ------------------- | ----------------- | ----------- | ----------- | ----------- | ----------- |
| 1               | Vlag van Nederland | Jasmijn de Groot       | 10          | 0           | 1           | 0           | 0              | 0              | 11          | 0           | 1e                     | Feyenoord           | 30 juni 2024      |             |             |             |             |
| 16              | Vlag van Nederland | Puck Louwes            | 4           | 0           | 0           | 0           | 0              | 0              | 4           | 0           | 1e                     | VV Alkmaar          | 30 juni 2025      |             |             |             |             |
| 31              | Vlag van Nederland | Febe Copier            | 8           | 0           | 2           | 0           | 0              | 0              | 10          | 0           | 1e                     | PEC Zwolle          | 30 juni 2025      |             |             |             |             |
| 32              | Vlag van Nederland | Loïs de Heus           | 0           | 0           | 0           | 0           | 0              | 0              | 0           | 0           | 1e                     | PEC Zwolle          | Contractloos      |             |             |             |             |
| Verdedigsters   |                    |                        |             |             |             |             |                |                |             |             |                        |                     |                   |             |             |             |             |
| 2               | Vlag van Nederland | Liza van der Most      | 12          | 0           | 0           | 0           | 0              | 0              | 12          | 0           | 1e                     | AFC Ajax            | 30 juni 2025 (+1) |             |             |             |             |
| 3               | Vlag van Nederland | Julia Wattilete        | 3           | 0           | 1           | 0           | 0              | 0              | 4           | 0           | 1e                     | Fortuna Sittard     | 30 juni 2024      |             |             |             |             |
| 5               | Vlag van Nederland | Amber Visscher         | 22          | 1           | 2           | 2           | 0              | 0              | 24          | 3           | 1e                     | SV Saestum          | 30 juni 2025 (+1) |             |             |             |             |
| 12              | Vlag van Suriname  | Naomi Piqué            | 5           | 0           | 2           | 0           | 0              | 0              | 7           | 0           | 1e                     | PSV                 | 30 juni 2025      |             |             |             |             |
| 15              | Vlag van Nederland | Lena Mahieu            | 17          | 0           | 2           | 0           | 0              | 0              | 19          | 0           | 1e                     | Jong PSV            | 30 juni 2025      |             |             |             |             |
| 19              | Vlag van Nederland | Tabitha Heijnsdijk     | 0           | 0           | 0           | 0           | 0              | 0              | 0           | 0           | 1e                     | VV Eldenia          | Contractloos      |             |             |             |             |
| 22              | Vlag van Nederland | Ilse van der Zanden    | 21          | 0           | 2           | 1           | 0              | 0              | 23          | 1           | 1e                     | DTS Ede             | 30 juni 2025      |             |             |             |             |
| 24              | Vlag van Nederland | Anniek Smulders        | 3           | 0           | 0           | 0           | 0              | 0              | 3           | 0           | 1e                     | SV Saestum          | 30 juni 2024      |             |             |             |             |
| 25              | Vlag van Nederland | Puck Byrman            | 0           | 0           | 0           | 0           | 0              | 0              | 0           | 0           | 1e                     | Jeugd               | Contractloos      |             |             |             |             |
| 28              | Vlag van Nederland | Gera op den Kelder     | 14          | 0           | 0           | 0           | 0              | 0              | 14          | 0           | 1e                     | DTS Ede             | 30 juni 2025      |             |             |             |             |
| ?               | Vlag van Nederland | Kyra Koopman           | 0           | 0           | 0           | 0           | 0              | 0              | 0           | 0           | 1e                     | Jeugd               | Contractloos      |             |             |             |             |
| Middenveldsters |                    |                        |             |             |             |             |                |                |             |             |                        |                     |                   |             |             |             |             |
| 6               | Vlag van Nederland | Marthe Munsterman      | 22          | 0           | 2           | 0           | 0              | 0              | 24          | 0           | 1e                     | AFC Ajax            | 30 juni 2025 (+1) |             |             |             |             |
| 10              | Vlag van Nederland | Senne van de Velde     | 8           | 0           | 2           | 1           | 0              | 0              | 10          | 1           | 1e                     | PEC Zwolle          | 30 juni 2024 (+1) |             |             |             |             |
| 18              | Vlag van Nederland | Tami Groenendijk       | 19          | 4           | 2           | 0           | 0              | 0              | 21          | 4           | 1e                     | SV Saestum          | 30 juni 2025      |             |             |             |             |
| 21              | Vlag van Nederland | Joni Paliama           | 10          | 0           | 2           | 0           | 0              | 0              | 12          | 0           | 1e                     | AFC Ajax            | 30 juni 2025      |             |             |             |             |
| 23              | Vlag van Nederland | Dieke van Straten      | 17          | 1           | 2           | 1           | 0              | 0              | 19          | 2           | 1e                     | PSV                 | 30 juni 2025 (+1) |             |             |             |             |
| 27              | Vlag van Nederland | Nurija van Schoonhoven | 21          | 2           | 1           | 0           | 0              | 0              | 22          | 2           | 1e                     | Oud-Heverlee Leuven | 30 juni 2025      |             |             |             |             |
| Aanvalsters     |                    |                        |             |             |             |             |                |                |             |             |                        |                     |                   |             |             |             |             |
| 7               | Vlag van Nederland | Sophie Cobussen        | 8           | 2           | 0           | 0           | 0              | 0              | 8           | 2           | 1e                     | Feyenoord           | 30 juni 2025      |             |             |             |             |
| 8               | Vlag van Nederland | Judith Roosjen         | 20          | 5           | 1           | 0           | 0              | 0              | 21          | 5           | 1e                     | VV Alkmaar          | 30 juni 2025 (+1) |             |             |             |             |
| 9               | Vlag van Nederland | Femke Prins            | 15          | 2           | 2           | 0           | 0              | 0              | 17          | 2           | 1e                     | Telstar             | 30 juni 2024      |             |             |             |             |
| 11              | Vlag van Nederland | Sam de Jong            | 10          | 2           | 2           | 0           | 0              | 0              | 12          | 2           | 1e                     | Sporting 70         | 30 juni 2025      |             |             |             |             |
| 14              | Vlag van Nederland | Eshly Bakker           | 20          | 10          | 2           | 0           | 0              | 0              | 22          | 10          | 1e                     | AFC Ajax            | 30 juni 2025 (+1) |             |             |             |             |
| 17              | Vlag van Nederland | Elisha Kruize          | 19          | 1           | 1           | 0           | 0              | 0              | 20          | 1           | 1e                     | AFC Ajax            | 30 juni 2025 (+1) |             |             |             |             |
| 19              | Vlag van Nederland | Dina Haizoun           | 1           | 0           | 0           | 0           | 0              | 0              | 1           | 0           | 1e                     | Jeugd               | Contractloos      |             |             |             |             |
| 20              | Vlag van Nederland | Lotje de Keijzer       | 21          | 4           | 1           | 1           | 0              | 0              | 22          | 5           | 1e                     | Excelsior           | 30 juni 2025 (+1) |             |             |             |             |
| Nr.             | Nat.               | Naam                   | W           | Goal        | W           | Goal        | W              | Goal           | W           | Goal        | Seizoen bij FC Utrecht | Vorige club         | Contract          |             |             |             |             |
| Nr.             | Nat.               | Naam                   | Competitie  | Competitie  | Beker       | Beker       | Eredivisie Cup | Eredivisie Cup | Totaal      | Totaal      | Seizoen bij FC Utrecht | Vorige club         | Contract          |             |             |             |             |

### Legenda
| # | Reden                                          |
| - | ---------------------------------------------- |
|   | Heeft de club in het lopende seizoen verlaten. |

### Technische staf
| Naam                  | Functie           |
| --------------------- | ----------------- |
| Linda Helbling        | Hoofdtrainer      |
| Jürgen Schefczyk      | Assistent-trainer |
| Jim Brinkhof          | Assistent-trainer |
| Dennis Smit           | Keeperstrainer    |
| Jeroen Kampers        | Videoanalist      |
| Claudine van Timmeren | Fysiektrainer     |
| Ingrid Thijsen        | Teammanager       |

## Transfers

### Zomer

#### Aangetrokken 2023/24
| Nat.               | Naam                   | Van                 | Bijzonderheden |
| ------------------ | ---------------------- | ------------------- | -------------- |
| Vlag van Nederland | Eshly Bakker           | Ajax                |                |
| Vlag van Nederland | Sophie Cobussen        | Feyenoord           |                |
| Vlag van Nederland | Tami Groenendijk       | SV Saestum          |                |
| Vlag van Nederland | Jasmijn de Groot       | Feyenoord           |                |
| Vlag van Nederland | Lotje de Keijzer       | Excelsior           |                |
| Vlag van Nederland | Gera op den Kelder     | DTS Ede             |                |
| Vlag van Nederland | Elisha Kruize          | Ajax                |                |
| Vlag van Nederland | Puck Louwes            | VV Alkmaar          |                |
| Vlag van Nederland | Lena Mahieu            | Jong PSV            |                |
| Vlag van Nederland | Liza van der Most      | Ajax                |                |
| Vlag van Nederland | Marthe Munsterman      | Ajax                |                |
| Vlag van Nederland | Joni Paliama           | Jong Ajax           |                |
| Vlag van Nederland | Femke Prins            | Telstar             |                |
| Vlag van Nederland | Judith Roosjen         | VV Alkmaar          |                |
| Vlag van Nederland | Nurija van Schoonhoven | Oud-Heverlee Leuven |                |
| Vlag van Nederland | Anniek Smulders        | SV Saestum          |                |
| Vlag van Nederland | Dieke van Straten      | Jong PSV            |                |
| Vlag van Nederland | Senne van de Velde     | PEC Zwolle          |                |
| Vlag van Nederland | Amber Visscher         | SV Saestum          |                |
| Vlag van Nederland | Julia Wattilete        | Fortuna Sittard     |                |
| Vlag van Nederland | Ilse van der Zanden    | DTS Ede             |                |

### Winter

#### Aangetrokken 2023/24
| Nat.              | Naam        | Van | Bijzonderheden |
| ----------------- | ----------- | --- | -------------- |
| Vlag van Suriname | Naomi Piqué | PSV |                |

#### Vertrokken 2023/24
| Nat. | Naam | Naar | Bijzonderheden |
| ---- | ---- | ---- | -------------- |
|      |      |      |                |

## Wedstrijdstatistieken

### Oefenwedstrijden
| Oefenwedstrijd 1                                                                    | Bayer 04 Leverkusen                                            | 4–0 (2 – 0)         | FC Utrecht                                                       | Opstelling FC Utrecht |
| 8 juli 2023 Aanvangstijd: 13.00 uur Plaats: Leverkusen Leistungzentrum Kurtekotten  | Kristin Kogel 23' Delice Bodoy 28', 32' Julia Mickenhagen 66'  | Wedstrijdverslag    |                                                                  | de Groot, Visscher, Mahieu, van der Zanden, Smulders, van Straten, Munsterman, Roosjen, de Keijzer, Prins, Groenendijk |
| Oefenwedstrijd 2                                                                    | FC Utrecht                                                     | 4–0 (2 – 0)         | SV Saestum                                                       | Opstelling FC Utrecht |
| 15 juli 2023 Aanvangstijd: 12.00 uur Plaats: Utrecht Sportcomplex Zoudenbalch       | Eshly Bakker Femke Prins Dieke van Straten Lotje de Keijzer    | Wedstrijdverslag    |                                                                  | Louwes, van Straten, van der Zanden, Mahieu, van der Most, Bakker, Munsterman, Roosjen, Kruize, de Keijzer, Prins |
| Oefenwedstrijd 3                                                                    | FC Utrecht                                                     | 3 – 1 (3 – 1)       | PEC Zwolle                                                       | Opstelling FC Utrecht |
| 11 augustus 2023 Aanvangstijd: 15.00 uur Plaats: Utrecht Sportpark Zuideinde        | Judith Roosjen 3', 18', 38'                                    | Wedstrijdverslag    | 21'                                                              | Louwes, van Straten, van der Zanden, op den Kelder, Visscher, Mahieu, Munsterman, Roosjen, van der Most, Bakker, Groenendijk |
| Oefenwedstrijd 4                                                                    | FC Utrecht                                                     | 2 – 2 (1 – 0)       | AZ Alkmaar                                                       | Opstelling FC Utrecht |
| 18 augustus 2023 Aanvangstijd: 18.30 uur Plaats: Utrecht Sportcomplex Zoudenbalch   | Judith Roosjen 2' Gera op den Kelder 77'                       | Wedstrijdverslag    | 60' 88'                                                          | de Groot, Wattilete, van der Zanden, Mahieu, Visscher, van de Velde, Bakker, Munsterman, Roosjen, de Keijzer, Prins |
| Oefenwedstrijd 5                                                                    | 1. FC Köln                                                     | 3 – 3 (2 – 0)       | FC Utrecht                                                       | Opstelling FC Utrecht |
| 26 augustus 2023 Aanvangstijd: 17.00 uur Plaats: Groesbeek Sportpark De Heikant     | Martyna Wiankowska Sharon Beck Dóra Zeller                     | Wedstrijdverslag    | Tami Groenendijk Elisha Kruize Eshly Bakker                      | de Groot, op den Kelder, Mahieu, Visscher, van Straten, Munsterman, Bakker, van de Velde, Roosjen, Prins, de Keijzer |
| Oefenwedstrijd 5                                                                    | FC Utrecht                                                     | 4 – 3 (2 – 2)       | MSV Duisburg                                                     | Opstelling FC Utrecht |
| 2 september 2023 Aanvangstijd: 17.30 uur Plaats: Utrecht Sportcomplex Zoudenbalch   | Judith Roosjen 37', 42' Eshly Bakker 89', 90+3'                | Wedstrijdverslag    | 9', 60' Antonia-Johanna Halverkamps 45' Julia Kappenberger       | de Groot, Visscher, van der Zanden, Mahieu, Munsterman, van Straten, de Keijzer, Roosjen, Bakker, Prins, Groenendijk |
| Oefenwedstrijd 7                                                                    | Feyenoord                                                      | 0 – 6 (0 - 2)       | FC Utrecht                                                       | Opstelling FC Utrecht |
| 22 september 2023 Aanvangstijd: 14.00 uur Plaats: Rotterdam Sportcomplex Varkenoord |                                                                | [ Wedstrijdverslag] | Tami Groenendijk Eshly Bakker Dieke van Straten Lotje de Keijzer | Louwes, Van der Most, van der Zanden, Wattilete, Op den Kelder, Munsterman, van Schoonhoven, van Straten, Kruize, Bakker, Groenendijk Wisselspeelsters: de Groot, Visscher, Prins, Mahieu, de Keijzer, Smulders, Byrman                             |
| Oefenwedstrijd 8                                                                    | FC Utrecht                                                     | 0 – 4               | PSV                                                              | Opstelling FC Utrecht |
| 27 oktober 2023 Aanvangstijd: 10:30 uur Plaats: Utrecht Sportcomplex Zoudenbalch    |                                                                | Wedstrijdverslag    | Onbekend                                                         | De Groot, Smulders, Op den Kelder, Van der Zanden, Visscher, Munsterman, Bakker, Paliama, Kruize, Prins, De Keijzer Wisselspeelsters: Copier, Van der Most, Roosjen, Groenendijk, De Jong, Van Straten, Louwes, Van Schoonhoven, Byrman             |
| Oefenwedstrijd 9                                                                    | FC Utrecht                                                     | 6 – 0               | AZ                                                               | Opstelling FC Utrecht |
| 1 december 2023 Aanvangstijd: 11.00 uur Plaats: Utrecht Sportcomplex Zoudenbalch    | Dieke van Straten Elisha Kruize Judith Roosjen Sophie Cobussen | Wedstrijdverslag    |                                                                  | Copier, Wattilete, Smulders, Op den Kelder, Visscher, Paliama, Roosjen, van Straten, Kruize, Prins, Groenendijk Invalsters: Munsterman, Cobussen, De Groot, Mahieu, De Keijzer, De Jong                                                             |
| Oefenwedstrijd 10                                                                   | FC Utrecht                                                     | 4 – 0 (0 - 0)       | KV Mechelen                                                      | Opstelling FC Utrecht |
| 6 januari 2024 Aanvangstijd: 14.30 uur Plaats: Dongen Sportpark de Biezen           | Femke Prins 51', 59' Dieke van Straten 68' Sam de Jong 79'     | Wedstrijdverslag    |                                                                  | Copier, Smulders, Wattilete, Op den Kelder, Visscher, Munsterman, Roosjen, Van de Velde, Kruize, Bakker, Cobussen Invalsters: Prins, Van Straten, De Jong                                                                                           |
| Oefenwedstrijd 11                                                                   | FC Utrecht                                                     | 1 – 1 (1 - 1)       | 1. FC Köln                                                       | Opstelling FC Utrecht |
| 13 januari 2024 Aanvangstijd: 13.00 uur Plaats: Montfoort Sportpark Hofland         | Onbekend 19' (e.d.)                                            |                     | 20' Alena Bienz                                                  | Onbekend |
| Oefenwedstrijd 14                                                                   | ADO Den Haag                                                   | 1 – 3 (1 – 2)       | FC Utrecht                                                       | Opstelling FC Utrecht |
| 22 februari 2024 Aanvangstijd: 15.00 uur Plaats: Rijswijk Sportpark Prinses Irene   | Gina Viehoff 5'                                                | Wedstrijdverslag    | 3', 31', 69' (pen.) Tami Groenendijk                             | De Groot, Van Straten, Mahieu, Van der Zanden, Visscher, Heinsdijk, Groenendijk, De Jong, Kruize, Prins, De Keijzer |
| Oefenwedstrijd 15                                                                   | FC Utrecht                                                     | 2 - 2 (2 - 0)       | Telstar                                                          | Opstelling FC Utrecht |
| 4 april 2024 Aanvangstijd: 17:00 uur Plaats: Utrecht Sportcomplex Zoudenbalch       | Elisha Kruize 18', 25'                                         | Wedstrijdverslag    | 47' 52' Onbekend                                                 | De Groot, Van Straten, Smulders, Wattilete, Op den Kelder, De Jong, Roosjen, Byrman, Kruize, Prins, Groenendijk Wisselspeelsters: Visscher, Munsterman, Piqué, Mahieu, Paliama, De Heus, Heijnsdijk, Van Schoonhoven                                |
| Oefenwedstrijd 16                                                                   | AZ                                                             | 2 – 1 (1 – 0)       | FC Utrecht                                                       | Opstelling FC Utrecht |
| 12 april 2024 Aanvangstijd: 11:00 uur Plaats: Wijdewormer AFAS Trainingscomplex     | Floor Spaan Ginia Caprino                                      | Wedstrijdverslag    | Sam de Jong                                                      | De Groot, Paliama, Mahieu, Van der Zanden, Amber Visscher, Piqué, Van Schoonhoven, Roosjen, De Keijzer, Bakker, Groenendijk Wisselspeelsters: Copier, Wattilete, Munsterman, Cobussen, Prins, De Jong, Smulders, Kruize, Van Straten, Op den Kelder |

### Eredivisie
|       | ADO Den Haag | Ajax  | AZ Alkmaar | Excelsior | Feyenoord | Fortuna Sittard | sc Heerenveen | PEC Zwolle | PSV   | Telstar | FC Twente |
| ----- | ------------ | ----- | ---------- | --------- | --------- | --------------- | ------------- | ---------- | ----- | ------- | --------- |
| Thuis | 0 – 0        | 0 – 2 | 2 – 2      | 2 – 0     | 4 – 2     | 0 – 6           | 1 – 0         | 2 – 4      | 0 – 2 | 4 – 2   | 2 – 2     |
| Uit   | 2 – 1        | 5 – 2 | 0 – 0      | 1 – 4     | 1 – 2     | 2 – 2           | 0 – 0         | 3 – 4      | 4 – 0 | 1 – 2   | 4 – 0     |

| Speelronde 1 | FC Utrecht | 4 – 2 (2 – 1)    | Feyenoord | Opstelling FC Utrecht |
| 10 september 2023 Aanvangstijd: 12.15 uur Plaats: Utrecht Stadion Galgenwaard Toeschouwers: 14.631                                  | Dieke van Straten 24' Eshly Bakker 40' Amber Visscher 65' Judith Roosjen 59', 87' (pen.) Lotje de Keijzer 87' | Wedstrijdverslag | 45+4' Zoï van de Ven 53' Esmee de Graaf , 84' Jacintha Weimar                                                  | de Groot, Mahieu, van der Zanden, Visscher ( 88' Smulders), van der Most ( 46' op den Kelder), Munsterman ( 66' van Schoonhoven), Bakker, van Straten, Groenendijk ( 65' Kruize), Roosjen ( 88' Prins, de Keijzer         |
| Speelronde 2 | PEC Zwolle | 3 – 4 (0 – 3)    | FC Utrecht | Opstelling FC Utrecht |
| 15 september 2023 Aanvangstijd: 19.30 uur Plaats: Zwolle Sportpark De Vegtlust                                                      | Bo van Egmond 54', 90+2', 90+6' Inske Weiman 71' Maud Rutgers 75'                                             | Wedstrijdverslag | 7', 45', 76' Judith Roosjen 39' Tami Groenendijk 59' Liza van der Most 62' Nurija van Schoonhoven              | de Groot, Mahieu ( 86' Wattilete), van der Zanden, Visscher, van der Most ( 86' op den Kelder), Munsterman, Roosjen ( 79' van de Velde), van Straten ( 58' van Schoonhoven), Groenendijk, de Keijzer, Prins ( 58' Kruize) |
| Speelronde 3 | FC Utrecht | 1 – 0 (1 – 0)    | sc Heerenveen                                                                                                  | Opstelling FC Utrecht |
| 1 oktober 2023 Aanvangstijd: 12.15 uur Plaats: Utrecht Sportcomplex Zoudenbalch Toeschouwers: 645                                   | Eshly Bakker 19' (pen.)                                                                                       | Wedstrijdverslag | 18' Chantal Schouwstra                                                                                         | Louwes, van der Most, Mahieu, van der Zanden, Amber Visscher, van Schoonhoven ( 71' van de Velde), Munsterman, van Straten ( 84' Prins), Groenendijk, Bakker ( 77' Roosjen), de Keijzer ( 77' Kruize)                     |
| Speelronde 4 | Telstar | 1 – 2 (1 – 1)    | FC Utrecht | Opstelling FC Utrecht |
| 8 oktober 2023 Aanvangstijd: 16.45 uur Plaats: Velsen-Zuid 711 Stadion                                                              | Felice Hermans 8' Samya Hassani 90+4'                                                                         | Wedstrijdverslag | 27' Eshly Bakker 64' 84' Tami Groenendijk 84' Nurija van Schoonhoven                                           | Louwes, van der Most, Mahieu, Op den Kelder, Visscher, Munsterman, Van Straten ( 64' Groenendijk), van Schoonhoven, Roosjen ( 76' Prins), de Keijzer, Bakker                                                              |
| Speelronde 5 | FC Utrecht | 0 – 0 (0 – 0)    | ADO Den Haag                                                                                                   | Opstelling FC Utrecht |
| 13 oktober 2023 Aanvangstijd: 20.30 uur (uur vertraagd vanwege slecht weer) Plaats: Utrecht Stadion Galgenwaard Toeschouwers: 3.842 | Amber Visscher 90+1'                                                                                          | Wedstrijdverslag | | Louwes, Van der Most, Mahieu, Van der Zanden, Visscher, Munsterman, Van Schoonhoven, Groenendijk ( 60' Van Straten), Roosjen ( 77' Prins), De Keijzer ( 60' Kruize), Bakker                                               |
| Speelronde 6 | PSV | 4 – 0 (2 – 0)    | FC Utrecht | Opstelling FC Utrecht |
| 20 oktober 2023 Aanvangstijd: 19.30 uur Plaats: Eindhoven PSV Campus De Herdgang                                                    | Indiah-Paige Riley 16' Joëlle Smits 40' (pen.) Chimera Ripa 69' Maxime Snellenberg 81'                        | Wedstrijdverslag | 27' Eshly Bakker 51' Van Straten                                                                               | Louwes, Van Straten, Mahieu, Van der Zanden, Visscher ( 46' Op den Kelder), Munsterman, Roosjen ( 46' Van de Velde), Van Schoonhoven ( 76' De Jong), Groenendijk, Bakker, De Keijzer ( 46' Kruize)                        |
| Speelronde 7 | AFC Ajax | 5 – 2 (2 – 2)    | FC Utrecht | Opstelling FC Utrecht |
| 5 november 2023 Aanvangstijd: 12.15 uur Plaats: Amsterdam Sportpark De Toekomst                                                     | Lily Yohannes 21' Chasity Grant 30', 90+2' Tiny Hoekstra 53' Romée Leuchter 68'                               | Wedstrijdverslag | 34', 38' Eshly Bakker                                                                                          | De Groot, Van der Most, Mahieu, Op den Kelder ( 80' Van Straten), Van der Zanden, Visscher, Munsterman, Roosjen ( 80' Groenendijk), Van Schoonhoven ( 88' Van de Velde), Bakker, De Keijzer ( 67' Kruize)                 |
| Speelronde 8 | FC Utrecht | 2 – 0 (0 – 0)    | Excelsior Rotterdam                                                                                            | Opstelling FC Utrecht |
| 10 november 2023 Aanvangstijd: 19.30 uur Plaats: Utrecht Sportcomplex Zoudenbalch Toeschouwers: 675                                 | Liza van der Most 42' Lotje de Keijzer 83' Gera op den Kelder 90+3' Eshly Bakker 90+5'                        | Wedstrijdverslag | 16' Robine de Ridder                                                                                           | De Groot, Van der Most ( 45' Van Schoonhoven), Mahieu, Op den Kelder, Van der Zanden, Visscher ( 86' Kruize), Munsterman, Roosjen ( 66' Prins), Van Straten, Bakker, De Keijzer                                           |
| Speelronde 8 | FC Utrecht | 2 – 2 (0 – 1)    | AZ | Opstelling FC Utrecht |
| 18 november 2023 Aanvangstijd: 14.00 uur Plaats: Utrecht Sportcomplex Zoudenbalch Toeschouwers: 475                                 | Eshly Bakker 50' Femke Prins 58'                                                                              | Wedstrijdverslag | 1', 64' Floor Spaan 67' Veerle van der Most 78' Annemiek Kruijthof 89' Sanne Peereboom 90+4' Maudy Stoop       | De Groot, Van Straten ( 74' Kruize), Mahieu, Op den Kelder, Van der Zanden, Munsterman, Bakker ( 74' Roosjen), Van Schoonhoven, De Keijzer, Prins ( 85' Groenendijk), Visscher                                            |
| Speelronde 10 | FC Twente | 4 – 0 (1 – 0)    | FC Utrecht | Opstelling FC Utrecht |
| 24 november 2023 Aanvangstijd: 19.30 uur Plaats: Enschede Sportpark Schreurserve                                                    | Ella Peddemors 27' Liz Rijsbergen 72' Ilse van der Zanden 75' (e.d.) Taylor Ziemer 81'                        | Wedstrijdverslag | | De Groot, Van Straten ( 69' Roosjen), Wattilete, Op den Kelder ( 82' Smulders), Van der Zanden, Munsterman, Bakker, Van Schoonhoven, De Keijzer ( 89' Kruize), Prins ( 69' Groenendijk), Visscher                         |
| Speelronde 11 | FC Utrecht | 0 – 6 (0 – 4)    | Fortuna Sittard                                                                                                | Opstelling Fortuna Sittard |
| 10 december 2023 Aanvangstijd: 12.15 uur Plaats: Utrecht Sportcomplex Zoudenbalch Toeschouwers: 717                                 | | Wedstrijdverslag | 6', 77' (pen.), 82' (pen.) Tessa Wullaert 7', 15' Hildur Antonsdottir 19' Féli Delacauw 74' Amber van Heeswijk | De Groot, Van der Most ( 46' Smulders), Wattilete ( 26' Mahieu), Van der Zanden, Visscher, Munsterman, Bakker, Van Schoonhoven ( 26' Van Straten), De Keijzer, Prins ( 46' Cobussen), Roosjen ( 78' Groenendijk)          |
| Speelronde 12 | ADO Den Haag                                                                                                  | 2 – 1 (1 – 1)    | FC Utrecht | Opstelling FC Utrecht |
| 20 januari 2024 Aanvangstijd: 16.30 uur Plaats: Den Haag Bingoal Stadion                                                            | Lobke Loonen 2' Shanique Dessing 69' Lysanne van der Wal 90' Kayra Nelemans 90+1' Vanessa Susanna 90+6'       | Wedstrijdverslag | 8' 82' Lotje de Keijzer 41' Marthe Munsterman 90+4' Gera op den Kelder                                         | De Groot, Van der Most ( 46' Smulders), Wattilete ( 66' Van Straten), Mahieu, Van der Zanden, Visscher ( 38' Op den Kelder), Munsterman, Bakker, Van Schoonhoven, Roosjen ( 66' Groenendijk), Cobussen, De Keijzer        |
| Speelronde 13 | FC Utrecht | 4 – 2 (0 – 2)    | Telstar | Opstelling FC Utrecht |
| 27 januari 2024 Aanvangstijd: 14.00 uur Plaats: Utrecht Sportcomplex Zoudenbalch Toeschouwers: 550                                  | Sophie Cobussen 54' Elisha Kruize 63' Nurija van Schoonhoven 69' Judith Roosjen Sam de Jong 89'               | Wedstrijdverslag | 4' Isa Gomez 9' Carolina Wolters                                                                               | Copier, Van der Most, Mahieu, Van der Zanden, Op den Kelder ( 46' Visscher), Paliama ( 65' Van Straten), Munsterman ( 46' De Jong), Van Schoonhoven, Kruize ( 67' Roosjen), Cobussen ( 88' Prins), De Keijzer             |
| Speelronde 14 | sc Heerenveen                                                                                                 | 0 – 0 (0 – 0)    | FC Utrecht | Opstelling FC Utrecht |
| 4 februari 2024 Aanvangstijd: 12:15 uur Plaats: Heerenveen Sportpark Skoatterwâld                                                   | Bernice Thurkow 65'                                                                                           | Wedstrijdverslag | 39' Sophie Cobussen                                                                                            | Copier, Van der Most, Mahieu ( 84' Roosjen), Van der Zanden, Visscher ( 46' Op den Kelder), Paliama ( 59' Kruize), Munsterman, Van Schoonhoven, Bakker ( 72' de Jong), Cobussen ( 72' Prins), De Keijzer                  |
| Speelronde 15 | FC Utrecht | 0 – 2 (0 – 1)    | PSV | Opstelling FC Utrecht |
| 11 februari 2024 Aanvangstijd: 12.15 uur Plaats: Utrecht Sportcomplex Zoudenbalch Toeschouwers: 653                                 | Elisha Kruize 81'                                                                                             | Wedstrijdverslag | 24' Chimera Ripa 65' Maxime Snellenberg                                                                        | Copier, Van der Most, Van Schoonhoven, Van der Zanden, Visscher ( 62' Groenendijk), Paliama ( 83' De Jong), Munsterman, Roosjen ( 62' Kruize), Bakker, Cobussen ( 65' Van Straten), De Keijzer                            |
| Speelronde 16 | AZ | 0 – 0 (0 – 0)    | FC Utrecht | Opstelling FC Utrecht |
| 3 maart 2024 Aanvangstijd: 14.30 uur Plaats: Wijdewormer AFAS Trainingscomplex                                                      | Manique de Vette 15' Annemiek Kruijthof 43' Desiree van Lunteren 90'                                          | Wedstrijdverslag | 57' Lena Mahieu                                                                                                | Copier, De Jong, Mahieu, Van der Zanden, Visscher, Paliama ( 76' Prins), Munsterman, Groenendijk ( 76' Van Straten), Kruize ( 63' Van de Velde), Bakker, De Keijzer ( 90' Haizoun)                                        |
| Speelronde 17 | FC Utrecht | 0 – 2 (0 – 0)    | Ajax | Opstelling FC Utrecht |
| 10 maart 2024 Aanvangstijd: 12.15 uur Plaats: Utrecht Stadion Galgenwaard Toeschouwers: 10.455                                      | Amber Visscher 90+6'                                                                                          | Wedstrijdverslag | 57' Nadine Noordam 61' Isa Kardinaal 90+4' Romée Leuchter                                                      | Copier, De Jong, Mahieu, Van der Zanden, Visscher, Paliama ( 73' Van de Velde), Van Schoonhoven ( 73' Kruize), Munsterman ( 61' Roosjen), Groenendijk ( 83' Prins), Bakker, De Keijzer                                    |
| Speelronde 18 | Excelsior | 1 – 4 (1 – 2)    | FC Utrecht | Opstelling FC Utrecht |
| 24 maart 2024 Aanvangstijd: 16.45 uur Plaats: Rotterdam Van Donge & De Roo Stadion                                                  | Sabrine Ellouzi 44' Fleur Mol 63' Rachel Kleine 77'                                                           | Wedstrijdverslag | 23' Sam de Jong 29' (pen.) Eshly Bakker 68' Nurija van Schoonhoven 70' Tami Groenendijk 87' Lena Mahieu        | Copier, De Jong ( 61' Groenendijk), Mahieu, Van der Zanden, Piqué ( 78' Kruize), Visscher, Van Straten ( 61' Van de Velde), Munsterman ( 78' Roosjen), Van Schoonhoven, Paliama, Bakker ( 78' Prins)                      |
| Speelronde 19 | Fortuna Sittard                                                                                               | 2 – 2 (2 – 1)    | FC Utrecht | Opstelling FC Utrecht |
| 30 maart 2024 Aanvangstijd: 16.30 uur Plaats: Sittard Fortuna Sittard Stadion                                                       | Tessa Wullaert 16', 45'                                                                                       | Wedstrijdverslag | 1' Eshly Bakker 69' Tami Groenendijk 86' Elisha Kruize                                                         | Copier, Piqué, Mahieu ( 70' Kruize), Van der Zanden, Visscher, Paliama, Van Schoonhoven, Munsterman, Van de Velde ( 46' Groenendijk), De Keijzer, Bakker                                                                  |
| Speelronde 20 | FC Utrecht | 2 – 2 (1 – 1)    | FC Twente | Opstelling FC Utrecht |
| 21 april 2024 Aanvangstijd: 12.15 uur Plaats: Utrecht Sportcomplex Zoudenbalch Toeschouwers: 1.074                                  | Lotje de Keijzer 39' 90+6' Amber Visscher 77' Joni Paliama 79'                                                | Wedstrijdverslag | 25' Marisa Olislagers 90' Caitlin Dijkstra                                                                     | De Groot, Paliama, Van der Zanden, Op den Kelder, Visscher ( 85' Piqué), De Jong ( 85' Roosjen), Van Schoonhoven ( 90+4' Cobussen), Munsterman, De Keijzer, Bakker, Groenendijk ( 73' Kruize)                             |
| Speelronde 21 | FC Utrecht | 2 – 4 (0 – 1)    | PEC Zwolle | Opstelling FC Utrecht |
| 1 mei 2024 Aanvangstijd: 18.45 uur Plaats: Utrecht Sportcomplex Zoudenbalch Toeschouwers: 759                                       | Lotje de Keijzer 47' Eshly Bakker 65' Femke Prins 90+1'                                                       | Wedstrijdverslag | 31' Britt Udink 66' Nayomi Buikema 72' Sophie van Vugt 83' Naomi Hilhorst                                      | De Groot, Paliama, Van der Zanden, Op den Kelder ( 75' Prins), Visscher ( 66' Piqué), Groenendijk ( 46' Cobussen), Van Schoonhoven ( 85' Roosjen), Munsterman, De Keijzer, Bakker, Kruize ( 66' De Jong)                  |
| Speelronde 22 | Feyenoord | 1 – 2 (1 – 1)    | FC Utrecht | Opstelling FC Utrecht |
| 11 mei 2024 Aanvangstijd: 16.30 uur Plaats: Rotterdam De Kuip                                                                       | Ella Van Kerkhoven 39'                                                                                        | Wedstrijdverslag | 33' Sophie Cobussen 62' Eshly Bakker                                                                           | Copier, Paliama, Van der Zanden, Op den Kelder, Visscher ( 62' Piqué), Van Schoonhoven, Munsterman ( 90+1' Van Straten), De Jong ( 79' Groenendijk), De Keijzer, Cobussen ( 79' Kruize), Bakker ( 90+1' Roosjen)          |

### KNVB Beker
| Achtste Finales                                                               | RKSV Nuenen                                                                           | 0 – 6 (0 – 3)    | FC Utrecht | Opstelling FC Utrecht |
| 18 februari 2024 Aanvangstijd: 16:00 uur Plaats: Nuenen Sportpark Oude Landen |                                                                                       | Wedstrijdverslag | 25' Lotje de Keijzer 28' Senne van de Velde 41' Dieke van Straten 65', 77' Amber Visscher 84' Ilse van der Zanden | Copier, Van Straten, Piqué ( 46' Mahieu), Van der Zanden, Visscher, Munsterman ( 59' Paliama), Bakker, Van de Velde ( 72' Prins), Kruize ( 59' Groenendijk), De Jong ( 72' Wattilete), De Keijzer      |
| Kwartfinale                                                                   | Fortuna Sittard                                                                       | 4 – 0 (1 – 0)    | FC Utrecht | Opstelling FC Utrecht |
| 17 maart 2024 Aanvangstijd: 14:30 uur Plaats: Sittard Fortuna Sittard Stadion | Tessa Wullaert 26', 90' Hanna Huizenga 47' Alieke Tuin 75' María Ólafsdóttir Grós 83' | Wedstrijdverslag | 80' Eshly Bakker                                                                                                  | Copier ( 87' De Groot), De Jong, Mahieu ( 76' Van de Velde), Van der Zanden, Visscher ( 64' Piqué), Van Straten, Munsterman, Van Schoonhoven, Paliama ( 46' Roosjen), Groenendijk ( 64' Prins), Bakker |

## Statistieken FC Utrecht 2023/2024

### Tussenstand FC Utrecht in de Nederlandse Eredivisie Vrouwen 2023 / 2024
| Stand | Gespeeld | Gewonnen | Gelijk | Verloren | Punten | Doelpunten voor | Doelpunten tegen | Gele kaarten | Rode kaarten |
| ----- | -------- | -------- | ------ | -------- | ------ | --------------- | ---------------- | ------------ | ------------ |
| 7e    | 22       | 9        | 6      | 7        | 30     | 34              | 45               | 23           | 0            |

### Topscorers
| #      | Naam                   | Goal |
| ------ | ---------------------- | ---- |
| 1.     | Eshly Bakker           | 10   |
| 2.     | Judith Roosjen         | 5    |
| 3.     | Tami Groenendijk       | 4    |
| 3.     | Lotje de Keijzer       | 4    |
| 5.     | Sophie Cobussen        | 2    |
| 5.     | Sam de Jong            | 2    |
| 5.     | Femke Prins            | 2    |
| 5.     | Nurija van Schoonhoven | 2    |
| 9.     | Elisha Kruize          | 1    |
| 9.     | Dieke van Straten      | 1    |
| 9.     | Amber Visscher         | 1    |
| 3.     | Eigen doelpunt(en)     | 0    |
| Totaal | Totaal                 | 34   |

| #      | Naam                | Goal |
| ------ | ------------------- | ---- |
| 1.     | Amber Visscher      | 2    |
| 2.     | Lotje de Keijzer    | 1    |
| 2.     | Dieke van Straten   | 1    |
| 2.     | Senne van de Velde  | 1    |
| 2.     | Ilse van der Zanden | 1    |
| Totaal | Totaal              | 6    |

| #      | Naam               | Goal |
| ------ | ------------------ | ---- |
| 1.     | Judith Roosjen     | 7    |
| 1.     | Tami Groenendijk   | 7    |
| 3.     | Eshly Bakker       | 5    |
| 3.     | Dieke van Straten  | 5    |
| 5.     | Elisha Kruize      | 4    |
| 6.     | Femke Prins        | 3    |
| 7.     | Sophie Cobussen    | 2    |
| 7.     | Sam de Jong        | 2    |
| 7.     | Lotje de Keijzer   | 2    |
| 10.    | Gera op den Kelder | 1    |
| 11.    | Eigen doelpunt     | 1    |
| Totaal | Totaal             | 39   |

### Kaarten
| #      | Naam                   | Kreeg geel |
| ------ | ---------------------- | ---------- |
| 1.     | Amber Visscher         | 3          |
| 1.     | Lotje de Keijzer       | 3          |
| 3.     | Eshly Bakker           | 2          |
| 3.     | Gera op den Kelder     | 2          |
| 3.     | Elisha Kruize          | 2          |
| 3.     | Lena Mahieu            | 2          |
| 3.     | Liza van der Most      | 2          |
| 3.     | Nurija van Schoonhoven | 2          |
| 9.     | Sophie Cobussen        | 1          |
| 9.     | Tami Groenendijk       | 1          |
| 9.     | Marthe Munsterman      | 1          |
| 9.     | Joni Paliama           | 1          |
| 9.     | Dieke van Straten      | 1          |
| Totaal | Totaal                 | 23         |

| #      | Naam   | Kreeg voor de tweede keer geel en dus rood |
| ------ | ------ | ------------------------------------------ |
| –      |        | 0                                          |
| Totaal | Totaal | 0                                          |

| #      | Naam   | Weggestuurd |
| ------ | ------ | ----------- |
| 1.     |        |             |
| Totaal | Totaal | '           |

## Toeschouwers

### Thuiswedstrijden
| Ronde        | Tegenstander        | Toeschouwers | Totaal toeschouwers | Gemiddeld  |
| Eredivisie   | Eredivisie          | Eredivisie   | Eredivisie          | Eredivisie |
| ------------ | ------------------- | ------------ | ------------------- | ---------- |
| 1            | Feyenoord           | 14.631       | 14.631              | 14.631     |
| 3            | sc Heerenveen       | 645          | 15.276              | 7.638      |
| 5            | ADO Den Haag        | 3.842        | 19.118              | 6.373      |
| 8            | Excelsior Rotterdam | 675          | 19.793              | 4.948      |
| 9            | AZ                  | 475          | 20.268              | 4.054      |
| 11           | Fortuna Sittard     | 717          | 20.985              | 3.498      |
| 13           | Telstar             | 550          | 21.535              | 3.076      |
| 15           | PSV                 | 653          | 22.188              | 2.774      |
| 17           | AFC Ajax            | 10.455       | 32.643              | 3.627      |
| 20           | FC Twente           | 1.074        | 33.717              | 3.372      |
| 21           | PEC Zwolle          | 759          | 34.476              | 3.134      |
| KNVB Beker   |                     |              |                     |            |
| Eerste Ronde | n.v.t.              | n.v.t.       | n.v.t.              | n.v.t.     |

1. 1 2 3  Wedstrijd gespeeld op Stadion Galgenwaard.
2. 1 2 3 4 5 6 7 8  Wedstrijd gespeeld op Sportcomplex Zoudenbalch.

## Voetnoten
1 Bastiaen ·
2 Van der Most ·
3 Bormans ·
5 Visscher ·
6 Munsterman ·
7 Cobussen ·
8 Roosjen ·
9 Tromp ·
10 Snellenberg ·
11 De Jong ·
12 Piqué ·
15 Mahieu ·
16 Louwes ·
17 Kruize ·
18 Groenendijk ·
19 Loonen ·
20 De Keijzer ·
21 Paliama ·
22 Van der Zanden ·
23 Van Straten ·
27 Van Schoonhoven ·
28 Op den Kelder ·
32 De Heus ·
50 Koopman ·
Coach: Helbling
· Assistent-trainer: Schefczyk
· Keeperstrainer: El Amraoui
ADO Den Haag · 
Ajax · 
AZ · 
Excelsior · 
Feyenoord · 
Fortuna Sittard · 
sc Heerenveen · 
PEC Zwolle · 
PSV · 
Telstar · 
FC Twente · 
FC Utrecht